# Best of the Best 2
Best of the Best 2, es una película de acción estadounidense de 1993 dirigida por Robert Radler y protagonizada por Phillip Rhee, Eric Roberts y Chris Penn. Es una secuela de Best of the Best de 1989. La película estuvo seguida por dos secuelas en 1995 y 1998, que salieron directamente en DVD.

## Argumento
En un club de pelea clandestino, Travis Brickley, cinturón negro, muere después de perder contra el malvado maestro de Artes Marciales, Brakus. La muerte de Travis fue presenciada por Walter Grady, y junto a Alex Grady vengará la muerte de su amigo.

## Reparto
- Alexander Grady - Eric Roberts
- Tommy Lee - Phillip Rhee
- Travis Brickley - Christopher Penn
- Walter Grady - Edan Gross
- Brakus - Ralf Moeller
- Sue - Meg Foster
- James - Sonny Landham
- Weldon - Wayne Newton
- Finch - Patrick Kilpatrick
- Abuela - Betty Carvalho
- Dae Han - Simon Rhee
- Sae Jin Kwon - Hayward Nishioka
- Yung June - Ken Nagayama
- Estudiante de Karate - Michael Treanor

### Doblaje
- Alexander Grady - Alfonso Vallés - Gabriel Cobayassi
- Tommy Lee - Alejandro Ávila - José Luis Reza Arenas
- Travis Brickley - Antonio Garcia Moral - Hector Lee
- Walter Grady - Kalimba Marichal
- Brakus - Ralf Moeller
- Sue - Meg Foster
- James - Sonny Landham
- Weldon - Wayne Newton
- Finch - Patrick Kilpatrick
- Abuela - Betty Carvalho
- Dae Han - Simon Rhee
- Sae Jin Kwon - Hayward Nishioka
- Yung June - Ken Nagayama